# إيفان وونغ
إيفان وونغ هو فنان روسي، ولد في 20 ديسمبر 1955.